# Kandla
Kandla is een belangrijke havenstad aan de westkust van India, in het district Kutch in de deelstaat Gujarat. Kandla is gelegen aan de Golf van Kutch, een zijarm van de Arabische Zee. De stad had volgens de officiële volkstelling in 1991 19.787 inwoners en volgens een niet officiële schatting in 2007 26.678 inwoners.
De opkomst van Kandla als zeehaven begon in de jaren 50 van de twintigste eeuw, nadat Pakistan zich had afgescheiden van India. Daardoor viel Karachi, tot dan toe de belangrijkste westelijke havenstad van India, weg als belangrijkste aan- en afvoerplaats van velerlei goederen, reden waarom een nieuwe grote zeehaven werd aangelegd.